# Hieracium gracilentipes
Hieracium gracilentipes es una especie de planta con flor del género Hieracium, de la familia Asteraceae, orden Asterales.

## Distribución
Hieracium gracilentipes se distribuye por Noruega, Suecia y Rusia.

## Taxonomía
Fue descrita científicamente por (Zahn) Notø.